# Grenier de Commune
Pour les articles homonymes, voir Grenier (homonymie) et Commune (homonymie).
Le Grenier de Commune est un sommet des Préalpes situés dans l'ensemble des Alpes du Nord en Haute-Savoie. Il se situe précisément sur la commune de Sixt-Fer-à-Cheval. D'une altitude de 2 775 mètres, son ascension est longue et difficile (souvent faite sur deux jours). Il tient son nom de sa position au-dessus des anciens pâturages communaux.
Il offre une belle vue sur le mont Buet, la chaîne des Fiz, le Cheval Blanc et sur la vallée du Haut-Giffre.
Il sépare le cirque du Fer-à-Cheval du cirque des Fonts, plus difficile d'accès.
Le village de Sixt Fer à Cheval (situé à 765 mètres d'altitude) se situe au pied de cette montagne, 2 000 mètres en contrebas, et la face arrière du Grenier donne sur un plateau, situé 275 mètres plus bas, au niveau du lac du plan du Buet.
Le site est occupé par de nombreux chamois et bouquetins en pleine réserve naturelle de Sixt-Passy.

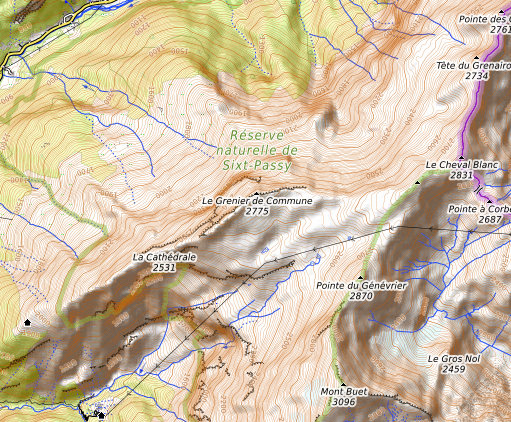
Carte topographique du Grenier de Commune.